# Ptycerata interstratella
Ptycerata interstratella is een vlinder uit de familie van de tastermotten (Gelechiidae). De soort is voor het eerst wetenschappelijk beschreven als Gelechia interstratella door Hugo Theodor Christoph in een publicatie uit 1872.
De soort komt voor in Rusland, Turkije, Iran, Kazachstan, Tadzjikistan, Kirgizië en Marokko.